# Václav Karel Holan Rovenský
Václav Karel Holan Rovenský (Rovensko pod Troskami, Bohemen, 1644 – Jičín, 27 februari 1718) was een Boheems componist, cantor, kapelmeester en organist.

## Levensloop
Holan, die in Rovensko pod Troskami geboren werd, en daarom Holan Rovenský heet, was een zoon van een landvoogd. Hij voltooide het gymnasium bij de jezuïeten, maar op advies van de paters of van zijn leraren werd hij organist. Zijn eerste aanstelling vond hij in Týn nad Rovensko (1662-1664). Nadat hij had proefgespeeld voor twintig vakmensen inclusief het kerkbestuur, werd hij in 1664 organist in Turnov en later in Dobrovice. In 1668 vertrok hij naar Praag, om daar als organist bij de jezuïeten te werken, maar later ook als kapelmeester en organist op Vyšehrad.

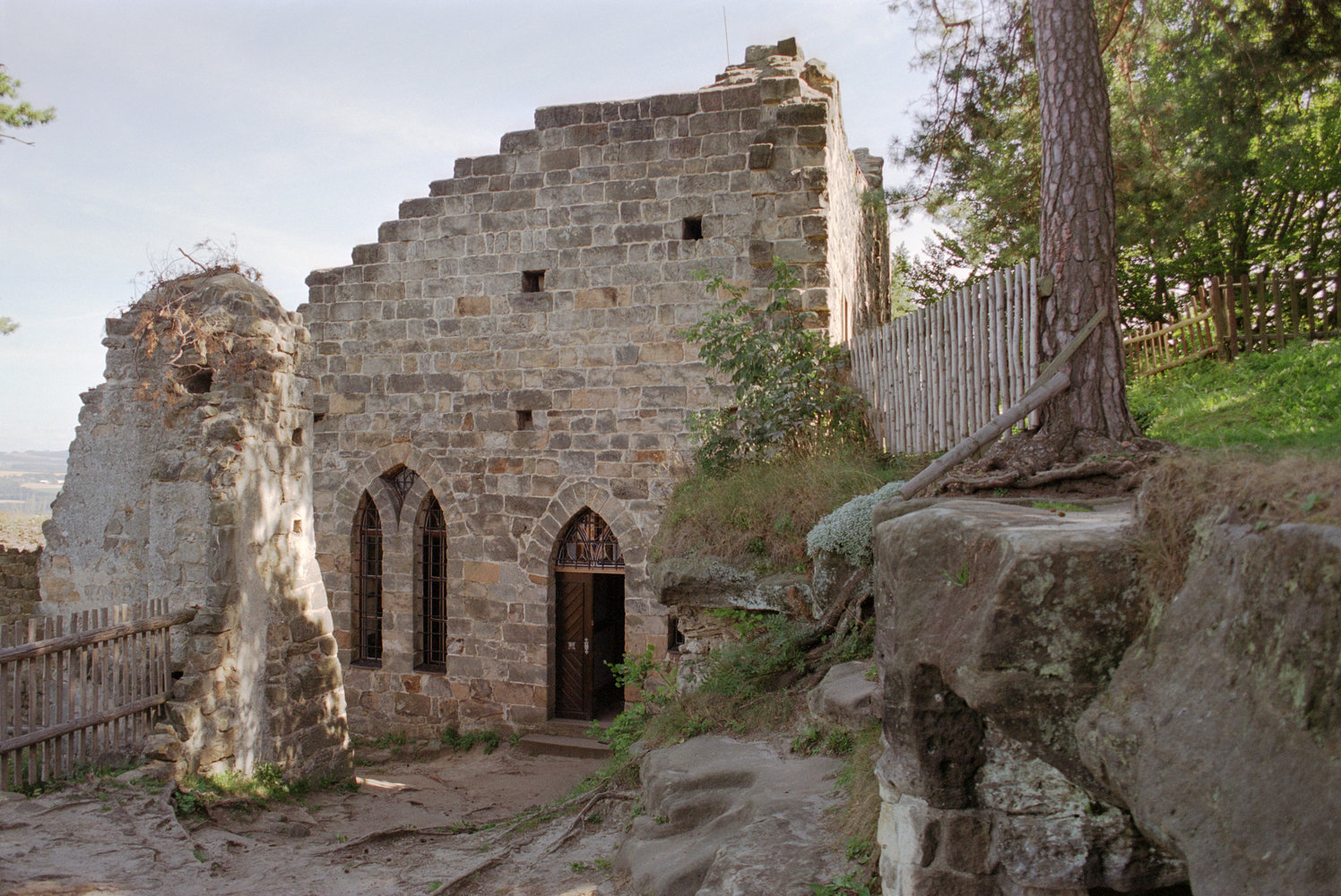
De ruïne van het kasteel Valdštejn

Hij was een hard werkende componist van kerkmuziek en kerkelijke cantates, die men tot heden speelt en uitvoert. De bekendste werken zijn het gezangboek "Kaple královská zpěvní a muzikální" (Capella regia Musicalis – 1693) en "Pašije" en deze werken dragen ertoe bij, dat Praag tot een metropool voor Tsjechische barokke muziekgeschiedenis werd.
Van Praag ging hij naar Rome, maar sindsdien liep zijn roem terug. Vanuit Rome trok hij zich in de jaren negentig van de 17e eeuw terug in het kasteel Valdštejn. Daar bleef hij tot kort voor zijn overlijden in 1718.

## Composities

### Missen en gewijde muziek
- 1693 Již Slunce z Hvězdy vyšlo
- Ach Boze, kterak jsem zaslouzila, voor zangstem en ensemble
- Ach můj nejsladší Ježíši
- K Ježíškovi, miláčkovi
- Když veškerén svě byl popsán – tekst: Adam Michna z Otradovic
- Narodil se Kristus Pán – tekst: naar Adam Tille, (1657)
- Nové hvězdy, nové světlo
- O duse má rozmilá, voor zangstem en ensemble
- O narození pána Krista
- Pašije
- Pastorella
- Rorate coeli, kdyz svatí proroci, voor zangstem en ensemble
- Spanilé z archy holubičky
- Usni, usni, ctné poupátko
- Veselme se všichni nyní
- Z archy vypuštěný holoubku
- Zpívejte, andělové

### Gezangboek
- 1693 ČAS jako HLAS – muziek uit het gezangboek «Kaple královská zpěvní a muzikální» (Capella Regia Musicalis)
  1. Čas bychom se radovali
  2. Anjele Boží
  3. Detátko rozkosné
  4. Ej od Dvoru Nebeského
  5. Maria dej Dovolení
  6. Ó Bože!
  7. Maria Pole vznešené, ctnosti květem okrášlené
  8. Spívejte Anjelové
  9. Jasné Slunce
  10. Ej viž má duše
  11. Král mocný nebe i země
  12. Vám teď nový Manželé
  13. Není na tomto Světě
  14. Na Procházku z kratochvíle
  15. Ó vy jenž jdete
  16. Svatá Panno proč tak vzdycháš?
  17. Surrexit Christus hodie
  18. Triumff, triumff veselme se
  19. Stála Matka
  20. Ej již v tento čas jarní
  21. Májové časy, vesele Hlasy
  22. Nuž s radosti
  23. Seslání Ducha
  24. Co řeknu dobrý Ježíši?
  25. O Překrásný Ježíši
  26. Kde tak rychle jdeme?
  27. Kde jste kde Císařové?
  28. Všichni Lide v světě
  29. Ve Jménu tvém můj Ježíši